# Unité urbaine de Beauvais
L'unité urbaine de Beauvais  est une unité urbaine française centrée sur Beauvais, première ville et préfecture de l'Oise mais se classant au cœur de la troisième agglomération urbaine du département.

## Situation géographique
L'unité urbaine de Beauvais est située dans le centre-ouest du département de l'Oise et au sud de la région Hauts-de-France.
Beauvais, principale ville de son agglomération urbaine, est située au cœur du Beauvaisis, où la ville est baignée par le Thérain, un petit affluent de l'Oise. L'agglomération s'étend au pied de collines boisées, sur les rives du Thérain, au confluent de l'Avelon dans une ancienne région marécageuse.
Beauvais est proche d'autres moyennes ou grandes villes. Elle est située à 62 km d'Amiens, la capitale régionale de la Picardie, région à laquelle elle relève, à 59 km de Compiègne, une des sous-préfectures de l'Oise,
Par rapport aux grandes villes hors de la région Picardie, Beauvais et son agglomération sont situées à 81 km de Rouen, capitale régionale de la Haute-Normandie, à 160 km de Reims, capitale régionale de la Champagne-Ardenne et à 198 km de Lille, capitale régionale du Nord-Pas-de-Calais. Quant à sa situation par rapport à la capitale, elle fait partie des villes moyennes qui en sont relativement proches et qui bénéficient de son influence urbaine considérable, se trouvant seulement à 78 km de Paris.

## Données générales
Dans le zonage réalisé par l'Insee en 2010, l'unité urbaine de Beauvais était composée de quatre communes, toutes situées dans le département de l'Oise, plus précisément dans l'arrondissement de Beauvais.
Dans le nouveau zonage réalisé en 2020, elle est composée des quatre mêmes communes.
En 2022, avec 60 519 habitants , elle constitue la troisième unité urbaine du département de l'Oise, se classant après les unités urbaines de Creil (1er rang départemental) et de Compiègne (2e rang départemental). Elle devance l'unité urbaine de Chantilly qui occupe le 4e rang départemental.
Dans la région Hauts-de-France, elle se classe au 16e rang régional.
En 2022, sa densité de population s'élève à 863 hab/km2. Par sa superficie, elle ne représente que 1,20 % du territoire départemental mais, par sa population, elle regroupe 7,29 % de la population du département de l'Oise.
Les quatre communes qui composent l'unité urbaine de Beauvais font partie de la communauté d'agglomération du Beauvaisis composée de 53 communes.

## Composition de l'unité urbaine en 2020
Elle est composée des quatre communes suivantes :
| Nom                     | Code Insee | Département | Statut       | Superficie (km2) | Population (dernière pop. légale) | Densité (hab./km2) | Modifier                                    |
| ----------------------- | ---------- | ----------- | ------------ | ---------------- | --------------------------------- | ------------------ | ------------------------------------------- |
| Beauvais (ville-centre) | 60057      | Oise        | ville-centre | 33,31            | 55 906 (2022)                     | 1 678              | modifier les données · modifier les données |
| Allonne                 | 60009      | Oise        | banlieue     | 15,45            | 1 737 (2022)                      | 112                | modifier les données · modifier les données |
| Goincourt               | 60277      | Oise        | banlieue     | 6,52             | 1 582 (2022)                      | 243                | modifier les données · modifier les données |
| Tillé                   | 60639      | Oise        | banlieue     | 14,80            | 1 294 (2022)                      | 87                 | modifier les données · modifier les données |

## Évolution démographique
| 1968   | 1975   | 1982   | 1990   | 1999   | 2010   | 2015   | 2022   |
| ------ | ------ | ------ | ------ | ------ | ------ | ------ | ------ |
| 49 520 | 57 186 | 55 817 | 57 704 | 59 003 | 58 621 | 58 742 | 60 519 |

#### Données générales
- Unité urbaine
- Aire d'attraction d'une ville
- Liste des unités urbaines de France

#### Données démographiques en rapport avec l'unité urbaine de Beauvais
- Aire d'attraction de Beauvais
- Arrondissement de Beauvais

#### Données démographiques en rapport avec l'Oise
- Démographie de l'Oise